# Dekanat Piedmont
Dekanat Piedmont – jeden z 8 dekanatów rzymskokatolickich wchodzących w skład diecezji Raleigh w Stanach Zjednoczonych. 
Według danych na styczeń 2016 roku, w jego skład wchodziło 10 parafii posiadających łącznie 12 kościołów (w tym 2 filialne). 

## Lista parafii
Źródło:
| Lp. | Miejscowość  | Parafia                                                 | Proboszcz                                              | Kościół                                                          | Grafika |
| --- | ------------ | ------------------------------------------------------- | ------------------------------------------------------ | ---------------------------------------------------------------- | ------- |
| 1   | Roxboro      | Parafia św. Marii i św. Edwarda                         | Rev. William H. Rodriguez                              | Kościół św. Marii i św. Edwarda w Roxboro                        |         |
| 2   | Chapel Hill  | Parafia św. Tomasza Morusa                              | Very Reverend Scott E. McCue, V.F.                     | Kościół św. Tomasza Morusa w Chapel Hill                         |         |
| 3   | Durham       | Parafia św. Mateusza                                    | Rev. Thanh Nguyen                                      | Kościół św. Mateusza w Durham                                    |         |
| 4   | Siler City   | Parafia św. Julii                                       | Father Jacek K. Leszczynski, O.F.M., Conv.             | Kościół św. Julii w Siler City                                   |         |
| 5   | Warrenton    | Parafia św. Józefa Robotnika                            | Rev. John L. Gillespie                                 | Kościół św. Józefa Robotnika w Warrenton                         |         |
| 6   | Henderson    | Parafia św. Jakuba                                      | Rev. John L. Gillespie                                 | Kościół św. Jakuba w Henderson                                   |         |
| 7   | Butner       | Parafia św. Bernadety                                   | Very Reverend Marcos León-Angulo, V.E. (administrator) | Kościół św. Bernadety w Butner                                   |         |
| 8   | Durham       | Parafia Niepokalanego Poczęcia Najświętszej Maryi Panny | Rev. Christopher C. VanHaight, O.F.M.                  | Kościół Niepokalanego Poczęcia Najświętszej Maryi Panny w Durham |         |
| 9   | Durham       | Parafia Dzieciątka Jezus                                | Rev. Robert M. Rutledge, O.S.F.S.                      | Kościół Dzieciątka Jezus w Durham                                |         |
| 10  | Hillsborough | Parafia Świętej Rodziny                                 | Rev. Mark J. Betti                                     | Kościół Świętej Rodziny w Hillsborough                           |         |
| 11  | Durham       | Parafia Świętego Krzyża                                 | Father Andrew Santamauro, O.F.M. Conv.                 | Kościół Świętego Krzyża w Durham                                 |         |
| 12  | Burlington   | Parafia Najświętszego Sakramentu                        | Rev. Paul Lininger, OFM Conv.                          | Kościół Najświętszego Sakramentu w Burlington                    |         |